# Dicheros lucidus
Dicheros lucidus är en skalbaggsart som beskrevs av Shinji Nagai 1998. Dicheros lucidus ingår i släktet Dicheros och familjen Cetoniidae. Inga underarter finns listade i Catalogue of Life.